# Reimer von Essen
Reimer von Essen (Hamburg, 31 oktober 1940) is een Duitse jazzklarinettist en orkestleider, bekend van de Frankfurt Barrelhouse Jazzband.

## Biografie
Von Essen (klarinet, altsaxofoon, piano, arrangementen, compositie) bracht zijn schooljaren eerst door in Shanghai, later in Plön en vanaf 1949 in Frankfurt am Main. Na zijn afstuderen aan de middelbare school in 1958, studeerde hij Duits, Engels en muziek en studeerde hij in 1966 af in Frankfurt. Van 1966 tot 1991 doceerde hij als leraar aan de Albert Schweitzer School in Frankfurt, waar hij ook twee schoolopera's componeerde, waarmee zijn leven als professionele muzikant begon. Zijn eerste jazzcontacten kreeg hij door platen van vrienden en daarna klarinetles bij J. Englert (1954–1956) en in jazztheorie bij Alfons M. Dauer. Zijn eerste optredens op Beale Street Seven volgden in 1957. In 1958 richtte hij de Blue Washboard Five op (een opname op een festival-lp). In 1959 vertrok Reimer van Essen naar de Smokehaus Jazzband en in 1962 naar de Barrelhouse Jazzband, waarvan hij leider werd. Met de Barrelhouse Jazz Band toerde hij door meer dan 50 landen over de hele wereld (vanaf 2011: 56 landen).
- 1974: 2e Prijs van de Europese bands in Nice
- 1977: Deutscher Schallplattenpreis
- 1978: North Sea Jazz Festival Den Haag
- 1987: Kwartaalprijs van de Deutscher Schallplattenkritik
- sinds 1983: Jaarlijkse Barrelhouse Jazz-Party – Alte Oper Frankfurt
- 1998: Uitnodiging voor het Great Traditional Jazz Festival in Connecticut
- 1996 tot 2002: Jaarlijkse deelname aan het toentertijd belangrijkste festival van de traditionele jazz, de JazzAscona, ook met trio en New Orleans Four.
- 2003: Diverse onderscheidingen en artikelen in toonaangevende kranten voor het 50-jarig jubileum van de Barrelhouse Jazzband en multimediapakket over 50 jaar van de Barrelhouse Jazzband
- 2007: 50-jarig persoonlijk podiumjubileum en de 50ste lp/cd-opname

De Barrelhouse jazzband heeft meer dan 30 lp's en cd's opgenomen, waarvan één in New Orleans. Vanaf 1978 nam Essen op met Klaus Pehls Ragtime Society (2 lp's) en met de Jazz Classics (2 lp's). In 1982 was hij mede-oprichter van het Art Hodes International Trio (1 lp, 2 cd's, tapes), dat sinds de dood van Hodes in 1992 werd voortgezet als International Trio met Ralph Sutton (3 cd's) en na diens dood met Christian Azzi (3 cd's) en David Boeddinghaus (1 cd). Reimer von Essen nam ook op als solist (3 lp's/cd's met Stomp Off Records, een Amerikaans bedrijf en 7 cd's in Duitsland met internationale casts), als regisseur met The New Orleans Four Plus One (2 cd's) en met het Reimer von Essen Trio. Hij is mede-oprichter van de Original Union Brassband en de Big Band Memories. Deze bands bestaan al tientallen jaren en zijn actief.
In 1965 was hij mede-oprichter van de GFN en mede-organisator van de Hot Jazz Festivals tot 1970. Af en toe gaf hij les aan het Goethe-Institut en aan de Zomeruniversiteit in Alpbach. Hij is auteur en co-auteur van verschillende jazzpublicaties. Van 1990 was hij bestuurslid van de Hessian Jazz Academy tot de ontbinding in 2000, sinds 1992 is hij artistiek leider van de Plön Jazz Days. Van 1995 tot 2001 was hij hoofd van de jaarlijkse Ascona Hot Jazz Workshop (R.v.E.-studenten spelen in verschillende bands in Duitsland), in 2003 en 2006 docent aan de Jazz Conceptions in Darmstadt en vanaf 2006 docent aan de Classic Jazz Workshop. Reimer von Essen wordt al lang beschouwd als een belangrijke figuur in de traditionele jazz in Duitsland en is beschreven in radio, tv, kranten, tijdschriften en boeken. Zijn kinderen Lil von Essen en Oliver von Essen zijn ook muzikanten. In 2011 ontving hij de Hessian Jazz Award.

## onderscheidingen en prijzen
- 1968: Persoonlijk ere-burgerschap van de stad New Orleans
- 2011: Hessische Jazzprijs